# Fußball- und Sportverein Zwickau 1999-2000
Questa voce raccoglie le informazioni riguardanti il Fußball- und Sportverein Zwickau nelle competizioni ufficiali della stagione 1999-2000.

## Stagione
Nella stagione 1999-2000 il Zwickau, allenato da Konrad Weise, concluse il campionato di Regionalliga nordest al 18º posto e fu retrocesso in Oberliga.

## Rosa
| N. |                      | Ruolo | Calciatore       |
| -- | -------------------- | ----- | ---------------- |
| 5  | Germania (bandiera)  | C     | Alexander Köcher |
|    | Germania (bandiera)  | P     | Dirk Meyer       |
|    | Germania (bandiera)  | P     | Robert Reschke   |
|    | Germania (bandiera)  | D     | André Barylla    |
|    | Germania (bandiera)  | D     | Peter Keller     |
|    | Germania (bandiera)  | D     | Uwe Kramer       |
|    | Serbia (bandiera)    | D     | Radiša Radojičić |
|    | Brasile (bandiera)   | D     | Ragne            |
|    | Rep. Ceca (bandiera) | D     | Karol Thaly      |
|    | Germania (bandiera)  | C     | Alexander Besser |
|    | Germania (bandiera)  | C     | Stefan Bloß      |

| N. |                       | Ruolo | Calciatore         |
| -- | --------------------- | ----- | ------------------ |
|    | Slovacchia (bandiera) | C     | Ondrej Daňko       |
|    | Germania (bandiera)   | C     | Björn Düring       |
|    | Germania (bandiera)   | C     | Matthias Runge     |
|    | Germania (bandiera)   | C     | Torsten Viertel    |
|    | Germania (bandiera)   | C     | Marcus Wieland     |
|    | Germania (bandiera)   | A     | Sebastian Arzt     |
|    | Germania (bandiera)   | A     | Ronny Jank         |
|    | Germania (bandiera)   | A     | Ronny Kretschmer   |
|    | Romania (bandiera)    | A     | Cristian Pucşaş    |
|    | Georgia (bandiera)    | A     | Khvicha Shubitidze |
|    | Germania (bandiera)   | A     | Hans-Jürgen Weiß   |

## Organigramma societario
Area tecnica
- Allenatore: Konrad Weise
- Allenatore in seconda:
- Preparatore dei portieri:
- Preparatori atletici:
- Analisi video:

## Calciomercato

### Sessione estiva
| Acquisti | Acquisti           | Acquisti         | Acquisti |
| R.       | Nome               | da               | Modalità |
| -------- | ------------------ | ---------------- | -------- |
| A        | Hans-Jürgen Weiß   | Dresdner SC      |          |
| C        | Stefan Bloß        | Dresdner SC      |          |
| A        | Cristian Pucşaş    | Politehnica Iași |          |
| A        | Khvicha Shubitidze | Lok Stendal      |          |

| Cessioni | Cessioni        | Cessioni        | Cessioni |
| R.       | Nome            | a               | Modalità |
| -------- | --------------- | --------------- | -------- |
| A        | Rocco Milde     | Dresdner SC     |          |
| A        | Veselin Popović | Dinamo Dresda   |          |
| C        | Heiko Cramer    | Rot-Weiß Erfurt |          |

### Sessione invernale
| Acquisti | Acquisti         | Acquisti       | Acquisti |
| R.       | Nome             | da             | Modalità |
| -------- | ---------------- | -------------- | -------- |
| D        | Uwe Kramer       | Erzgebirge Aue |          |
| A        | Ronny Kretschmer | Erzgebirge Aue |          |

| Cessioni | Cessioni        | Cessioni          | Cessioni |
| R.       | Nome            | a                 | Modalità |
| -------- | --------------- | ----------------- | -------- |
| C        | René Beuchel    | Dresdner SC       |          |
| P        | René Groß       | Dresdner SC       |          |
| D        | Frank Nierlich  | Plauen            |          |
| D        | Holm Pinder     | Lokomotive Lipsia |          |
| C        | Torsten Ziegner | Kickers Stoccarda |          |

## Risultati

### Regionalliga nordest

#### Girone di andata
| Arbitro: | Weber |

|                                 |           |  |
| Milde 30’, 81’, 86’ Ziegner 58’ | Marcatori |  |

| Arbitro: | Fleske |

|                                                                   |           |             |
| Gatti 35’ Rehbein 37’ Riediger 56’ Marić 60’ Lenz 84’ Jarling 88’ | Marcatori | 63’ Popović |

| Arbitro: | Sather |

|  |           |                       |
|  | Marcatori | 54’ Maglica 88’ Gleis |

| Lipsia 25 agosto 1999, ore 19:00 CEST 4ª giornata | VfB Lipsia | 0 – 0 referto | Zwickau | Bruno-Plache-Stadion (4 500 spett.)\| Arbitro: \| Zschoke \| |
| Arbitro:                                          | Zschoke    |               |         |                                                              |

| Arbitro: | Jauch |

|           |           |                                       |
| Ragne 32’ | Marcatori | 28’ Stankovski 57’ Jaekel 88’ Pantios |

| Arbitro: | Wendorf |

|                       |           |                              |
| Mašlej 1’ Ofodile 54’ | Marcatori | 46’ Milde 84’ (rig.) Popović |

| Potsdam 11 settembre 1999, ore 14:00 CEST 7ª giornata | Babelsberg | 0 – 0 referto | Zwickau | Stadio Karl Liebknecht (1 963 spett.)\| Arbitro: \| Pleßke \| |
| Arbitro:                                              | Pleßke     |               |         |                                                               |

| Arbitro: | Voigt |

|                  |           |          |
| Große 49’ (aut.) | Marcatori | 44’ Tews |

| Arbitro: | Robel |

|                                            |           |          |
| Demiray 45’ Kunert 59’ Meier 63’ Kadow 87’ | Marcatori | 13’ Jank |

| Arbitro: | Fleske |

|  |           |             |
|  | Marcatori | 81’ Grosche |

| Arbitro: | Gräfe |

|           |           |  |
| Müller 4’ | Marcatori |  |

| Arbitro: | Cyrklaff |

|                               |           |                |
| Ragne 12’ Daňko 49’ Milde 62’ | Marcatori | 36’ Zimmerling |

| Arbitro: | Heynemann |

|                              |           |  |
| Ragne 32’ (aut.) Miftari 86’ | Marcatori |  |

| Arbitro: | Reimer |

|          |           |              |
| Jank 88’ | Marcatori | 61’ Hoffmann |

| Arbitro: | Binkowski |

|                                |           |          |
| Schmidt 4’ Kirsten 34’ Isa 86’ | Marcatori | 88’ Jank |

| Arbitro: | Fröhlich |

|  |           |                        |
|  | Marcatori | 17’ Rusayev 90’ Hempel |

| Arbitro: | Dittrich |

|                                  |           |  |
| Koilov 19’ Menze 35’ Persich 90’ | Marcatori |  |

#### Girone di ritorno
| Arbitro: | Sturm |

|            |           |  |
| Schade 43’ | Marcatori |  |

| Arbitro: | Scheibel |

|           |           |                |
| Thaly 35’ | Marcatori | 19’ Predojević |

| Arbitro: | Voigt |

|                                                                       |           |  |
| Milde 14’ Maglica 17’ Schmidt 60’ Hoßmang 67’ Wächtler 75’ Bustos 85’ | Marcatori |  |

| Zwickau 7 aprile 2000, ore 19:00 CEST 21ª giornata | Zwickau | 0 – 0 referto | VfB Lipsia | Westsachsenstadion (1 263 spett.)\| Arbitro: \| Robel \| |
| Arbitro:                                           | Robel   |               |            |                                                          |

| Arbitro: | Jauch |

|              |           |  |
| Taljević 83’ | Marcatori |  |

| Arbitro: | Cyrklaff |

|  |           |                                    |
|  | Marcatori | 36’ Ivanović 49’ Papić 87’ Winkler |

| Arbitro: | Pleßke |

|                     |           |              |
| Kramer 12’ Jank 77’ | Marcatori | 80’ Krznaric |

| Arbitro: | Melms |

|                         |           |          |
| Tews 44’ Hebestreit 45’ | Marcatori | 13’ Jank |

| Arbitro: | Ruzik |

|                                                         |           |                                                                    |
| Thiam 5’ (aut.) Shubitidze 19’ Weiß 33’ (rig.) Jank 45’ | Marcatori | 12’ Steinhauf 31’ Glöden 62’, 81’ Köhler 86’ Kunert 90’ Biedermann |

| Arbitro: | Reimer |

|                                                 |           |                    |
| Westendorf 7’ Embingou 75’ Walle 87’ Conrad 90’ | Marcatori | 35’ Weiß 45’ Thaly |

| Arbitro: | Sax |

|  |           |                                     |
|  | Marcatori | 50’ Hanke 68’ Jungnickel 88’ Kaiser |

| Arbitro: | Kokel |

|                      |           |  |
| Baum 2’ Stanchev 50’ | Marcatori |  |

| Arbitro: | Schößling |

|                           |           |          |
| Kramer 10’, 67’ Thaly 41’ | Marcatori | 14’ Weiß |

| Arbitro: | Gräfe |

|  |           |                         |
|  | Marcatori | 51’ Shubitidze 58’ Weiß |

| Arbitro: | Wehnert |

|                     |           |         |
| Besser 54’ Arzt 90’ | Marcatori | 45’ Isa |

| Arbitro: | Voigt |

|                      |           |            |
| Sugzda 10’ Schön 37’ | Marcatori | 59’ Köcher |

| Arbitro: | Cyrklaff |

|  |           |            |
|  | Marcatori | 9’ Andonov |

## Statistiche

### Statistiche di squadra
| Competizione         | Punti | In casa | In casa | In casa | In casa | In casa | In casa | In trasferta | In trasferta | In trasferta | In trasferta | In trasferta | In trasferta | Totale | Totale | Totale | Totale | Totale | Totale | DR  |
| Competizione         | Punti | G       | V       | N       | P       | Gf      | Gs      | G            | V            | N            | P            | Gf           | Gs           | G      | V      | N      | P      | Gf     | Gs     | DR  |
| -------------------- | ----- | ------- | ------- | ------- | ------- | ------- | ------- | ------------ | ------------ | ------------ | ------------ | ------------ | ------------ | ------ | ------ | ------ | ------ | ------ | ------ | --- |
| Regionalliga nordest | 25    | 17      | 5       | 4       | 8       | 22      | 28      | 17           | 1            | 3            | 13           | 11           | 39           | 34     | 6      | 7      | 21     | 33     | 67     | -34 |
| Totale               | 25    | 17      | 5       | 4       | 8       | 22      | 28      | 17           | 1            | 3            | 13           | 11           | 39           | 34     | 6      | 7      | 21     | 33     | 67     | -34 |

### Andamento in campionato
| Giornata  | 1 | 2 | 3  | 4  | 5  | 6  | 7  | 8  | 9  | 10 | 11 | 12 | 13 | 14 | 15 | 16 | 17 | 18 | 19 | 20 | 21 | 22 | 23 | 24 | 25 | 26 | 27 | 28 | 29 | 30 | 31 | 32 | 33 | 34 |
| --------- | - | - | -- | -- | -- | -- | -- | -- | -- | -- | -- | -- | -- | -- | -- | -- | -- | -- | -- | -- | -- | -- | -- | -- | -- | -- | -- | -- | -- | -- | -- | -- | -- | -- |
| Luogo     | C | T | C  | T  | C  | T  | T  | C  | T  | C  | T  | C  | T  | C  | T  | C  | T  | T  | C  | T  | C  | T  | C  | C  | T  | C  | T  | C  | T  | C  | T  | C  | T  | C  |
| Risultato | V | P | P  | N  | P  | N  | N  | N  | P  | P  | P  | V  | P  | N  | P  | P  | P  | P  | N  | P  | N  | P  | P  | V  | P  | P  | P  | P  | P  | V  | V  | V  | P  | P  |
| Posizione | 1 | 8 | 12 | 12 | 17 | 18 | 16 | 16 | 18 | 18 | 18 | 17 | 17 | 17 | 18 | 18 | 18 | 18 | 18 | 18 | 18 | 18 | 18 | 18 | 18 | 18 | 18 | 18 | 18 | 18 | 18 | 18 | 18 | 18 |

Legenda:

Luogo: C = Casa; T = Trasferta. Risultato: V = Vittoria; N = Pareggio; P = Sconfitta.

### Statistiche dei giocatori
| S. Arzt       | 16 | 1 | 0  | 0 |
| A. Barylla    | 9  | 0 | 0  | 0 |
| A. Besser     | 23 | 1 | 4  | 2 |
| R. Beuchel    | 6  | 0 | 2  | 0 |
| S. Bloß       | 19 | 0 | 1  | 1 |
| H. Cramer     | 10 | 0 | 3  | 1 |
| O. Daňko      | 9  | 1 | 4  | 0 |
| B. Düring     | 18 | 0 | 0  | 0 |
| R. Groß       | 15 | 0 | 1  | 0 |
| A. Hoppe      | 8  | 0 | 0  | 0 |
| R. Jank       | 30 | 6 | 4  | 0 |
| P. Keller     | 17 | 0 | 1  | 1 |
| U. Kramer     | 17 | 3 | 5  | 0 |
| R. Kretschmer | 6  | 0 | 0  | 0 |
| A. Köcher     | 17 | 1 | 3  | 1 |
| D. Meyer      | 1  | 0 | 0  | 0 |
| R. Milde      | 14 | 5 | 5  | 1 |
| F. Nierlich   | 13 | 0 | 3  | 0 |
| H. Pinder     | 11 | 0 | 2  | 0 |
| V. Popović    | 11 | 2 | 0  | 1 |
| C. Pucşaş     | 12 | 0 | 0  | 0 |
| R. Radojičić  | 34 | 0 | 11 | 0 |
| R. Ragne      | 29 | 2 | 11 | 0 |
| R. Reschke    | 18 | 0 | 1  | 0 |
| M. Runge      | 1  | 0 | 0  | 0 |
| K. Shubitidze | 23 | 2 | 3  | 0 |
| K. Thaly      | 15 | 3 | 1  | 1 |
| T. Viertel    | 9  | 0 | 3  | 1 |
| H. Weiß       | 19 | 3 | 0  | 0 |
| M. Wieland    | 9  | 0 | 1  | 0 |
| T. Ziegner    | 12 | 1 | 4  | 1 |